# Sveriges överbefälhavare
Överbefälhavaren (ÖB) er det højeste militære embede i Sverige.
Överbefälhavaren er Forsvarschef.
Han er øverstkommanderende og chef for Försvarsmakten, der er det svenske forsvars militære organisation. Indehaveren har, sammen med kongen, den højeste officersgrad, general eller admiral.
Frem til 1975 fungerede landets statschef (kongen) officielt også som øverstkommanderende.

## Eksterne links
- Hjemmeside Arkiveret 10. oktober 2007 hos  Wayback Machine

| Militær | Spire Denne artikel om militær er en spire som bør udbygges. Du er velkommen til at hjælpe Wikipedia ved at udvide den. |